# 張平宜
張平宜（1959年5月8日—），出生於台灣雲林斗六，國立臺灣師範大學社會教育系畢業，曾經擔任《中國時報》記者，喜歡歷史和偏愛弱勢議題。因採訪中國大陸偏遠地區的麻風村，無法坐視大陸麻風村中麻風病人的子女一輩子被社會遺忘，而專注投身於四川涼山彝族自治州越西縣大營盤麻風村兒童教育，募款興建學校教室與衛生設施，為當地麻風病人的下一代爭取受教育、過正常人生活的機會。

## 生平

### 叛逆的求學時期
張平宜在高中時因為軍訓教官明令剪短頭髮，她抗議叛逆而在高中三年內換了三個學校。她的父親只拜託她高中順利畢業就行，沒想到她卻考上了師範大學。張平宜認為，師範大學的四年改變了自己，讓她在反叛的個性中，有一個中規中矩的力量拉著她前進。張平宜就讀國立臺灣師範大學社會教育系，亦曾經在建國國中任教一年後領到師大社教系畢業證書。

### 記者生涯
張平宜後入《時報周刊》擔任編輯，曾任《中國時報》寶島版記者、《中國時報》特案新聞中心記者、《中國時報》撰述委員。雖然《中國時報》以政經新聞掛帥，但張平宜喜歡歷史和偏愛弱勢團體議題。雖然她的貢獻不如她跑政治和經濟的同事每天出現，因獲余纪忠先生的賞識與提拔，得以在《中國時報》實踐她社會關懷的理念。她的成績也獲得新聞界肯定。

#### 吳舜文新聞報導獎
她深入同性戀圈，1992年曾以「台灣愛滋病防治經驗」獲第七屆吳舜文新聞報導獎。

#### 金鼎獎
在二次世界大戰結束五十週年，張平宜親赴日本侵華戰爭的現場，報導當年的創痛。以《終戰五十年－省思日本三大反人道罪行》獲行政院新聞局民國八十五年（1996年）專題報導金鼎獎。

### 麻風病專題報導
張平宜因為從事麻風病專題報導而採訪兩岸麻風病患者。1980年代，早期麻風病患經過聯合化療法，治療一周後即喪失傳染性，2~7年可獲痊癒，世界各地的麻風病院亦漸消失。相較台灣收容麻風病患的樂生療養院隨著80年代聯合化療法的出現而走入歷史，她卻在中國大陸偏遠地區看到讓人觸目驚心仍然封閉的麻風村。1999年8月張平宜在12天中走訪四川、雲南的6個麻風村，見到這些極為偏僻的麻風村子，仍停滯在無水無電、刀耕火種的原始社會。最讓張平宜心痛的是那裡的孩子。麻風病人尚有身份和補助，他們的子女卻一無所有。他們很多人光著身子，身上髒得只能看到兩顆眼珠子，而且眼神空洞。他們生在麻風村、長在麻風村，除了集體戶口外，他們沒有身份證。背負著父母的宿命，雖然他們百分之九十九是健康的，他們卻將來一輩子走不出麻風村，連受教育的機會都沒有。張平宜認為，讓麻風村的孩子回歸社會，過正常人生活的途徑是給他們身份，讓他們受教育。

### 大營盤小學
張平宜之前走訪的麻風村莊裡都沒有學校。2000年冬天，在台北的張平宜聽說四川涼山彝族自治州越西縣大屯鄉隸屬於高橋村的麻風康復村有所特別的小學，她立刻收拾行李直奔涼山。到訪後，她出資10萬元將一條田埂間的小路修成了一條寬闊平整的水泥路。路的盡頭就是大營盤小學。2000年張平宜已基本從報社離職，但仍做特約記者。2001年協助成立中國麻風服務協會，開始投入兩岸麻風救援義工的工作。她自認能力有限，無法遍地開花。四川凉山彝族自治州的17個縣市中，她去過10個縣的麻風村察看，結果選擇了有發展學校條件的大營盤小學建立一個試點，要證明這些孩子一樣可以成為社會有用的人。本來小學只有一位代课老師，兩間沒電的破舊的教室，卻有七八十個學生，只到小學四年級，大約只能算是掃盲班。張平宜為了高年級孩子們就讀的問題，曾親自請託距大營盤麻風康復村小學15分鐘路程的華陽小學。結果被校長強硬地拒絕。校長說：“不行，來一個跑一百個。”那位校長強硬的態度，使張平宜下定決心將大營盤小學建造成全中國第一座蓋在麻風康復村的正規小學。

#### 台灣募款、麻風村建校舍
2002年經過在台灣義賣蠟燭、寫書、演講，到處奔波，辛苦募款30萬元人民幣後，張平宜將大營盤小學原有的兩間破教室擴建為四間牢固的校舍，還增加了活動室、操場、廚房和校醫室，儼然是一所小規模的學校。張平宜每年還提供20萬元，提供學生食宿，於是家長願意把孩子送到學校來讀書。大營盤小學還設立“樂生獎學金”，每年每人100元至500元人民幣不等，是由台灣麻風病樂生療養院的老人們經由張平宜捐出的。但是張平宜在工作初期常常被質疑其來自台灣的身份，當地人士懷疑她是國民黨特務。

#### 中華希望之翼服務協會
2003年張平宜從報社辭職，在台灣創立中華希望之翼服務協會，目標一是為台灣走過74年來的麻風防治留下歷史的紀錄，二是為大陸偏遠麻風村打造希望工程。2004年張平宜出版《悲歡樂生》一書，記錄台灣樂生療養院百位病人生命故事，入圍德國第二屆「悠力西斯國際報告文學獎」。《悲歡樂生》一書精裝限量發行1500本，全數用作慈善義賣。義賣所得將一半捐作台灣麻風老人急難救助金，一半作為大陸偏遠地區麻風病人子女希望工程。2004年張平宜的「中華希望之翼服務協會」也終於邀請到了陳水扁總統蒞臨臺灣的樂生療養院為過去的政策道歉、致送金牌給住院超過六十年的患者。

#### 爭取老師、水、電與學生
2000年時大營盤小學沒有正式的老師，唯一的代课老師王文福曾經考慮去賣水果，張平宜勸說他留下來。另外張平宜三不五時去越西縣府催促，等了一年才終於等到兩位正式的老師。另一方面越西當地很少下雨，水源嚴重卻乏，大營盤麻風康復村小學與村民及牲畜共用一口很髒的水井。張平宜去越西縣政府要水源；政府官員不理會，她吵也没有用。她只好聯合有痲瘋病的村民到縣府前靜坐，終於要到一條從八公里外山上流下來的泉水。除了水以外，要煮飯給孩子吃、要念書，都須要有電，政府官員不給，一拖再拖。張平宜去找官員吃飯，飯一上來，張平宜開始掉眼淚，官員們一口飯都吃不下，最後電也來了。張平宜在當地也以“凶悍”聞名，尤其在“搶”孩子這件事上。很多家長沒讀過書，他們覺得孩子會寫名字就可以了，而且當地早婚的學生也很多。張平宜以各種理由“威脅”退學學生的父母，讓孩子留在學校，把小學讀完。近年來，張平宜則是在和輟學打工風潮“搶”孩子。她千方百計打消孩子退學打工的念頭，讓孩子把初中讀完。

#### 照顧學生生活
政府與老師負責大營盤小學的教育，張平宜負責學生的生活。張平宜先教導學生文明的生活，去除頭蝨、跳蚤，還用了一年教孩子們學會定期洗澡。因為長期營養不良，大營盤的孩子們都長得瘦小，肚子卻很大，為了讓孩子們有足夠營養，大營盤小學四到六年級的學生每天早上在學校食堂吃一個雞蛋和一袋豆奶。不僅如此，大營盤小學還有免費營養午餐，保證孩子們每天可以吃一頓肉。這樣的條件在越西縣已經是首屈一指的。免費營養午餐開始時，看到小小的孩子一頓吃掉四大碗白米飯，張平宜不禁掉下淚來。張平宜住在學校裡，還成了孩子們的課輔老師。她教孩子們講普通話，也給孩子們修改作文。
麻風病不遺傳，95%的人天生對麻風病病免疫。大營盤小學的學生每年做體檢，確診麻風病立即上報。向聯合國申請藥，在吃藥的一周內就有99%的病菌能被消除，並切斷傳染性，持續吃藥兩年，病情能基本治愈。幾年來學校發病率僅為0.1%，患病的孩子邊治療邊堅持上課，現在狀況良好。

#### 台灣志工夏令營
自2004年以來，每到夏天，有許多來自台灣的志願者為孩子們成立半個月的夏令營。在輕鬆愉快的氣氛中，教孩子們衛生、科教知識，讓孩子們排除自卑的情緒，自信、開朗，坦然與他人相處。

#### 第一屆小學畢業生
2005年7月29日，大營盤终于產生了麻風村46年來16位第一屆小學畢業生。張平宜為畢業生舉辦了一個畢業典禮，學生與家長都在畢業典禮中感動得哭成一團。張平宜邀请了两岸媒體去採訪畢業典禮。曾經擔任記者的張平宜認為快速引起政府注意的方法就是尋求媒體的報導支持，因此，除了兩岸平面媒體報紙、雜誌的專訪，她也積極邀請電子媒體到大營盤來採訪。透過媒體的大量放送，尤其是大陸中央電視台的《焦點訪談》，涼山政府終於做出了善意的響應，2005年開始到大營盤進行戶口普查，村民辦起身份證，麻風病患的下一代終於擁有戶口與身份證。原隸屬於高橋村的麻風康復村也正式獨立為大營盤村，變成越西縣第288個行政村。
小學畢業生去唸中學前，張平宜又得跟越西教育局鬧廣場革命，因為他們還是有點害怕麻風村的孩子。儘管如此，而且學生得涉水上學，來回得步行幾公里，但經過政府多次協調後終於在9月將第一屆畢業生送進鄰近的新民中學。第一屆進新民中學的麻風村學生很辛苦，學校裡行政村的學生和麻風村學生互相害怕對方；行政村的學生不知道麻風村的同學會不會傳染自己，麻風村的學生害怕別人的歧視和嫌棄的目光。雖然也有雙方成為朋友，但是也有很多麻風村的學生跟行政村的學生起衝突，發生過好幾次打群架事件。一旦出了麻風村，學生面對打工的誘惑也大，許多孩子們並不能完成九年義務教育。除此之外，麻風村的學生請求住校均不被批准。因此新民中學並非長久之計，張平宜計畫要建一所麻風村中學。當時普格縣縣長願意提供校地，張平宜計畫孩子們可以從完全的麻風村生活到住校的半正常社會過渡，再進入社會。可是等張平宜在台灣籌好了錢，設計好圖紙後，原來同意她建學校的縣長離任後，新任縣長不同意，普格縣麻風村中學的計劃就沒下文了。

#### 興建教學樓
2005年張平宜也以大營盤為她的夢想擊敗眾多競爭對手獲得台灣第二屆《Keep Walking夢想資助計畫》最高獎額170萬元，她將其全數用來資助大營盤小學，建了一棟教學樓。樓在2006年3月正式落成，命名為“紀忠樓”，紀念《中國時報》創辦人余紀忠先生。

#### 培訓初中畢業生
2008年，第一屆小學畢業生自新民中學畢業。張平宜利用弟弟在青島投資的公司，開辦“希望之翼學苑”，為初中畢業的孩子提供為期两年的職業培訓。孩子們白天在工廠上班，晚上集中上生命教育課，在這裡作為孩子們進入社會作準備。生命教育課程除了英語、電子計算機、國際貿易等實用課程，有台灣去的語文老師教他們《詩經》，名畫欣賞，週六晚上集體看電影。有一次看電影《教宗保羅二世》，孩子們看不懂，她就給孩子講波蘭的歷史、猶太人的歷史，下次他們再看《鋼琴家》就很輕鬆了。他們有時候也看“探索頻道”(Discovery)的紀錄片。張平宜認為這些與工廠技能完全不相干的課程很重要。有了這些生命教育課程作準備，張平宜才覺得放心讓孩子們自己闖世界。

#### 扶貧辦撥款建中學
2008年5月12日汶川大地震以後，四川省扶貧辦撥出獲得的捐款260萬元，以大營盤小學固有的規模為基礎，興建中學，有意將大營盤小學建造成全中國第一座麻風村完全中小學。2009年大營盤小學首度招收附近農村的學生，來就讀的非麻風第二代的學生超過50人，打破了一般農村與麻風村之間的藩籬。2010年，新的教學樓、教師宿舍及學生宿舍樓已經落成。

#### 儲水工程
之前政府修建的引水工程，一部分水管暴露在地面，如果一頭牛踩破水管，就可能讓學校停水。有時停水可長達一個星期，學校裡堆滿了大大小小的桶子儲水，張平宜還得坐著小馬車去鄰近的村落運水。在2010年，張平宜從台灣請來了一個水利工程師，運來水管與材料。花了將近50萬元人民幣，在荒山上建成了一個個儲水窖。一旦停水，他們的存水還可以供應三天。

#### 大營盤中學
2011年時大營盤的小學已經有了100多個畢業生，13位公辦教師。大營盤中學雖然早已建好了，但沒有老師。根據國家規定，要開設一個中學班必須有45～50名學生，而大營盤村只有大約20名小學畢業生，不能達到開班要求。張平宜已經徵求涼山政府的同意，新的中學向全涼山的麻風村招生。張平宜也拜訪了附近的喜德縣和美姑縣，希望可以吸納他們縣裡麻風村的學生來讀書，如果人數還湊不夠，她還想招收一些正常村落裡成績好的學生就讀，她來負責交通費用和生活費用。面對能否招收初中生挑戰，張平宜出版《台灣娘子上涼山：愛的長征--擁抱被麻風烙印的小孩》一書，也再度大舉邀请了媒體去採訪報導。透過媒體的大量報導，政府善意回應，大營盤村學校於2011年成為全涼山首次招收初中生的九年一貫制麻風村學校。

#### 2012年獲獎
- 2012年1月获《博客天下》杂志社主办的博客公益奖 [23]
- 2012年1月國台辦主任王毅會見[24]
- 2012年1月張平宜成為台灣第一位獲選為央视感动中国年度人物 [25]

## 私人生活
張平宜嫁給一位醫生，育有兩子。

## 著作
1. 《新聞戰線》
2. 《瞧！這些人》
3. 《用生命寫故事》
4. 《小皇帝與大國民》
5. 《握個手，好嗎？》
6. 《悲歡樂生》
7. 《台灣娘子上涼山：愛的長征--擁抱被麻風烙印的小孩》[21]

## 外部連結
- 中華希望之翼服務協會 （页面存档备份，存于）

### 視频
1. Youtube 《台灣娘子上涼山》張平宜-三立台灣亮起來專題報導  （页面存档备份，存于）
2. Youtube 000034 論壇 Talking 訪問 張平宜小姐 談大陸麻風村 1000303四Thu.   （页面存档备份，存于）
3. Youtube 中央电视台 感动中国 2011年度人物颁奖典礼【7】希望之翼 张平宜  （页面存档备份，存于）